# Hosakote, Heggadadevankote
Hosakote là một làng thuộc tehsil Heggadadevankote, huyện Mysore, bang Karnataka, Ấn Độ.